# 白霍拉 (北顿涅茨克区)

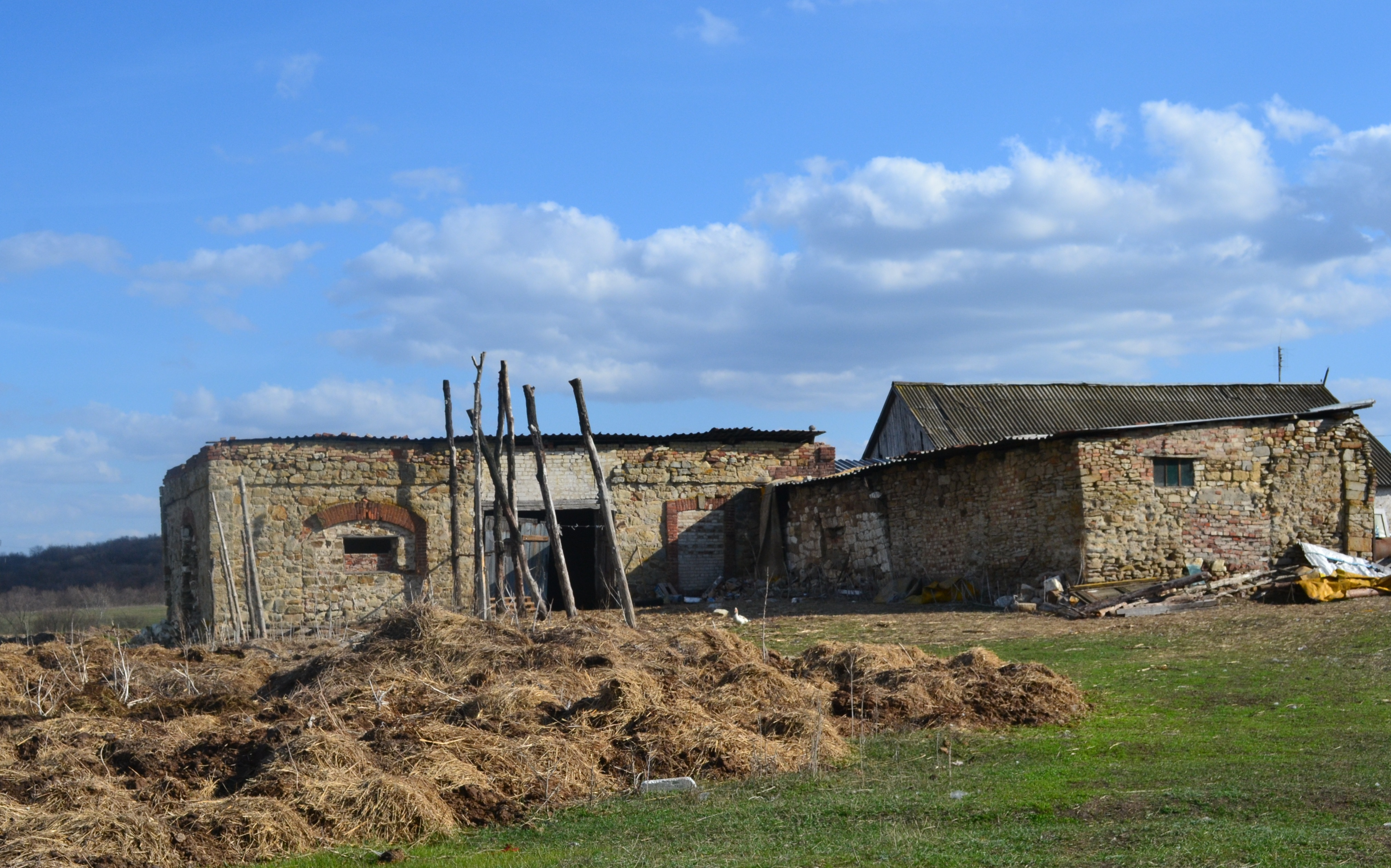
白霍拉

白霍拉（烏克蘭語：Біла Гора），是烏克蘭東部卢汉斯克州北顿涅茨克区利西昌斯克市镇内的村落。始建於1870年，面積0.66平方公里，海拔高度72米，2001年人口290，人口密度每平方公里437.4人。